# Beate Deininger
Beate Deininger, född den 24 januari 1964 i Frankfurt am Main, Tyskland, är en västtysk landhockeyspelare.
Hon tog OS-silver i damernas landhockeyturnering i samband med de olympiska landhockeytävlingarna 1984 i Los Angeles.